# Elatostema pubipes
Elatostema pubipes är en nässelväxtart som beskrevs av Wen Tsai Wang. Elatostema pubipes ingår i släktet Elatostema och familjen nässelväxter. Inga underarter finns listade i Catalogue of Life.